# Високогір'я Українських Карпат
Високогір'я Українських Карпат — гірські ПТК (висотні місцевості: пенепленізоване альпійсько-субальпійське високогір'я і давньольодовико-ерозійне субальпійське високогір'я), розташовані над природною верхньою межею лісу (1300–2061 м н. р. м.) і представлені пенепленом та формами плейстоценового зледеніння; покриті альпійсько-субальпійською рослинністю на гірсько-лучно-буроземних і гірсько-торф'янисто-буроземних ґрунтах. Це холодна кліматична зона, яка поділяється на дві підзони: більш холодну й менш холодну. Більш холодна підзона (від 1500 до 2000 м н. р. м.) характеризується сумою активних температур менше 600 °С, гідротермічний коефіцієнт перевищує 5. Менш холодна підзона обмежується ізолініями сум температур 600–1000 °С, а також гідротермічним коефіцієнтом відповідно 5 і 4 (висота 1250–1500 м н. р. м.)
У ботанічної термінології під високогір'ям зазвичай розуміють частину території гір, що підноситься над верхньою межею лісу. Абсолютна висота гір у цьому визначенні не має вирішального значення. Високогір'я зазвичай ділять на чотири пояси: субальпійський, альпійський, субнівальний і нівальний. Останній покритий суцільними снігами і льодовиками і позбавлений рослинності. Відмінною особливістю високогір'я Українських Карпат є наявність тільки двох поясів: субальпійського та альпійського. Загальною їхньою рисою вважається переважання комплексів хвойних і листяних стланких чагарників, високотрав’я, субальпійських і альпійських злаково-різнотравних луків, трав'янисто-мохової рослинності і кам'янистих відслонень. Флора високогір'я складається переважно з видів гірського, альпійського і аркто-альпійського елементів, що характеризуються не тільки своїм походженням, але і специфічними, викликаними екологічними умовами морфологічними особливостями: стланкі і повзучі форми росту чагарників і чагарничків, що перезимовують під сніговим покривом, подушковою формою росту, вегетативним розмноженням трав'янистих багаторічників, високотравними і розетковими формами та ін. 

## Географія
В Українських Карпатах високогір'я представлене в Чивчинах, Гриняві, Мармароських горах, Чорногорі, Свидівці, Горганах, Бескидах,  а також на полонинах Красна, Боржава та Рівна